# Cyranka (gromada)
Cyranka – dawna gromada, czyli najmniejsza jednostka podziału terytorialnego Polskiej Rzeczypospolitej Ludowej w latach 1954–1972.
Gromady, z gromadzkimi radami narodowymi (GRN) jako organami władzy najniższego stopnia na wsi, funkcjonowały od reformy reorganizującej administrację wiejską przeprowadzonej jesienią 1954 do momentu ich zniesienia z dniem 1 stycznia 1973, tym samym wypierając organizację gminną w latach 1954–1972.
Gromadę Cyranka z siedzibą GRN w Cyrance (obecnie w granicach Mielca) utworzono – jako jedną z 8759 gromad na obszarze Polski – w powiecie mieleckim w woj. rzeszowskim na mocy uchwały nr 28/54 WRN w Rzeszowie z dnia 5 października 1954. W skład jednostki wszedł obszar dotychczasowej gromady Cyranka ze zniesionej gminy Mielec oraz obszar dotychczasowej gromady Mościska ze zniesionej gminy Tuszów Narodowy w tymże powiecie. Dla gromady ustalono 14 członków gromadzkiej rady narodowej.
30 czerwca 1960 do gromady Cyranka włączono obszar zniesionej gromady Trześń w tymże powiecie.
31 grudnia 1961 z gromady Cyranka wyłączono przysiółki Wrażniówka i Dębrzyna, włączając je do gromady Rzemień w tymże powiecie.
Gromada przetrwała do końca 1972 roku, czyli do kolejnej reformy gminnej.